# Zayandeh Rud

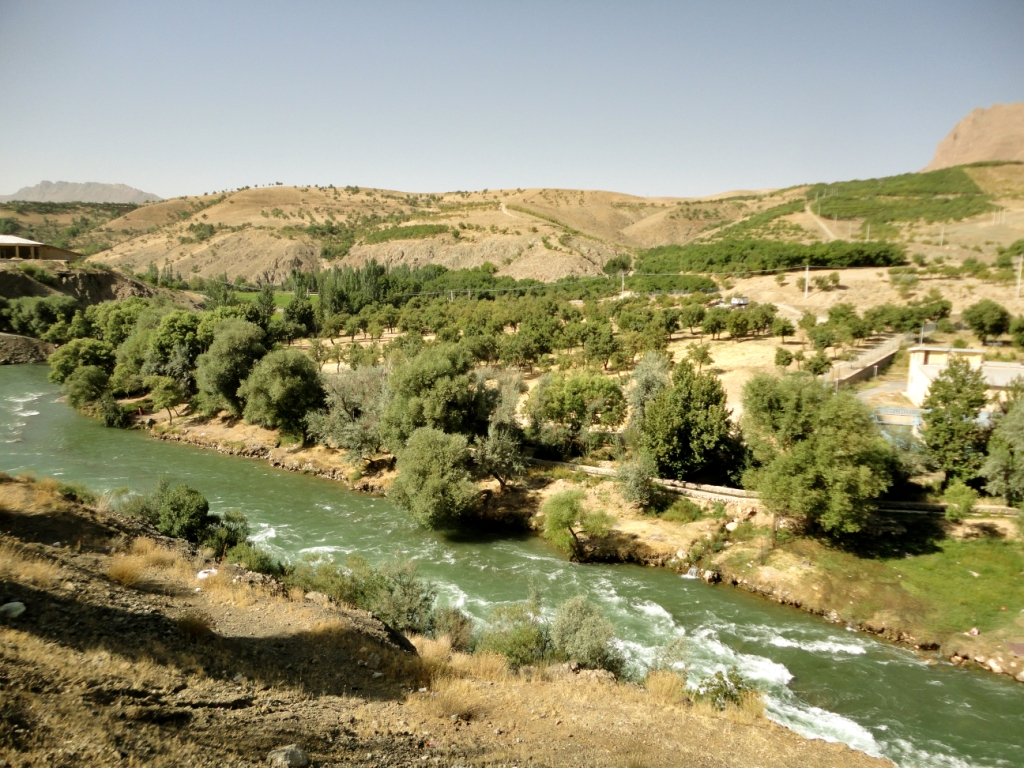
Zayandeh Rud (2011)

Der Zayandeh oder Zayandeh Rud (persisch زاینده رود, DMG Zāyande-Rūd, ‚Lebenspendender Fluss‘) ist ein Fluss, der durch Isfahan in Iran fließt.
Der Fluss entspringt im Zagros-Gebirge in der Provinz Tschahār Mahāl und Bachtiyāri und fließt in die Provinz Isfahan, wo er nach rund 400 Kilometern in den Gawchuni-See, einen saisonalen Salzsee und ein ehemaliges Sumpfgebiet im Südosten von Isfahan mündet. Der Fluss war der wasserreichste in Zentraliran und einer der wenigen, die ganzjährig Wasser führten. Im Stadtgebiet von Isfahan, wo er von beidseitigen Parkanlagen begleitet wird, wurde der Fluss gestaut, sodass er sich auf die mehrfache Breite ausdehnte. Seit Ende der 2000er Jahre ist er aufgrund von Übernutzung des Grund- und Oberflächenwassers und sinkender Niederschlagsmengen einen Großteil des Jahres ausgetrocknet.

## Brücken
Über den Fluss führen mehrere neue und alte Brücken. Die älteste ist die Pol-e Schahrestan (deutsch Schahrestan-Brücke) aus dem 5. Jahrhundert, im Jahr 2000 kam die bislang letzte hinzu.
Brücken am Fluss Zayandeh Rud in Isfahan
- Schahrestan-Brücke, erbaut im 5. Jahrhundert (Fußgänger)
- Marnan-Brücke, erbaut im Jahr 1599 (Fußgänger)
- Tschubi(Dschui)-Brücke, erbaut im 17. Jahrhundert (Fußgänger)
- Si-o-se Pol, erbaut im Jahr 1632 (Fußgänger)
- Pol-e Chadschu, erbaut im Jahr 1650 (Fußgänger)
- Felezi-Brücke, erbaut im Jahr 1950
- Bozorgmehr, erbaut in den 1970er Jahren
- Wahid-Brücke, erbaut im Jahr 1976
- Azar-Brücke, erbaut im Jahr 1976
- Firdausi-Brücke, erbaut im Jahr 1980
- Ghadir-Brücke, erbaut im Jahr 2000